# 1. ŽNL Bjelovarsko-bilogorska 2012./13.
Ovaj članak je podtema članka: 4. rang HNL-a 2012./13.

1. ŽNL Bjelovarsko-bilogorska u sezoni 2012./13. je predstavljala ligu prvog stupnja županijske lige u Bjelovarsko-bilogorskoj županiji, te ligu črtvrtog stupnja hrvatskog nogometnog prvenstva. 
 
Sudjelovalo je 14 klubova, a ligu je osvojio "Daruvar".

## Sustav natjecanja
Četrnaest klubova je igralo dvokružnu ligu (26 kola). 

## Ljestvica
| mj. | klub                      | ut. | pob. | ner. | por. | gol+ | gol- | bod    |
| --- | ------------------------- | --- | ---- | ---- | ---- | ---- | ---- | ------ |
| 1.  | Daruvar                   | 26  | 18   | 3    | 5    | 74   | 30   | 57     |
| 2.  | Zdenka Veliki Zdenci      | 26  | 16   | 3    | 7    | 75   | 33   | 51     |
| 3.  | Dinamo Predavac           | 26  | 15   | 5    | 6    | 53   | 39   | 50     |
| 4.  | Bilo Velika Pisanica      | 26  | 14   | 4    | 8    | 53   | 33   | 46     |
| 5.  | Omladinac Ćurlovac        | 26  | 13   | 4    | 9    | 62   | 43   | 43     |
| 6.  | Rovišće                   | 26  | 12   | 3    | 11   | 52   | 60   | 39     |
| 7.  | Bilogorac Veliko Trojstvo | 26  | 10   | 8    | 8    | 31   | 31   | 38     |
| 8.  | Hajduk Hercegovac         | 26  | 10   | 5    | 11   | 48   | 45   | 35     |
| 9.  | Garić Garešnica           | 26  | 10   | 4    | 12   | 53   | 52   | 34     |
| 10. | Sloga Bjelovar            | 26  | 7    | 9    | 10   | 33   | 57   | 30     |
| 11. | Tomislav Berek            | 26  | 8    | 5    | 13   | 45   | 62   | 29     |
| 12. | Lasta Gudovac             | 26  | 7    | 7    | 12   | 42   | 46   | 28     |
| 13. | Ivanska                   | 26  | 7    | 5    | 14   | 38   | 62   | 26     |
| 14. | Trnski Nova Rača          | 26  | 1    | 3    | 22   | 26   | 92   | 5 (-1) |

## Rezultatska križaljka
| kratica | klub                      | BILO | BILOG | DAR | DIN | GAR | HAJ | IVA | LAS | OML | ROV | SLO | TOM | TRN | ZDE |
| --- | ------------------------- | ---- | ----- | --- | --- | --- | --- | --- | --- | --- | --- | --- | --- | --- | --- |
| BILO | Bilo Velika Pisanica      |      |       |     |     |     |     |     |     |     |     |     |     |     |     |
| BILOG | Bilogorac Veliko Trojstvo |      |       |     |     |     |     |     |     |     |     |     |     |     |     |
| DAR | Daruvar                   |      |       |     |     |     |     |     |     |     |     |     |     |     |     |
| DIN | Dinamo Predavac           |      |       |     |     |     |     |     |     |     |     |     |     |     |     |
| GAR | Garić Garešnica           |      |       |     |     |     |     |     |     |     |     |     |     |     |     |
| HAJ | Hajduk Hercegovac         |      |       |     |     |     |     |     |     |     |     |     |     |     |     |
| IVA | Ivanska                   |      |       |     |     |     |     |     |     |     |     |     |     |     |     |
| LAS | Lasta Gudovac             |      |       |     |     |     |     |     |     |     |     |     |     |     |     |
| OML | Omladinac Ćurlovac        |      |       |     |     |     |     |     |     |     |     |     |     |     |     |
| ROV | Rovišće                   |      |       |     |     |     |     |     |     |     |     |     |     |     |     |
| SLO | Sloga Bjelovar            |      |       |     |     |     |     |     |     |     |     |     |     |     |     |
| TOM | Tomislav Berek            |      |       |     |     |     |     |     |     |     |     |     |     |     |     |
| TRN | Trnski Nova Rača          |      |       |     |     |     |     |     |     |     |     |     |     |     |     |
| ZDE | Zdenka Veliki Zdenci      |      |       |     |     |     |     |     |     |     |     |     |     |     |     |
| |                           |      |       |     |     |     |     |     |     |     |     |     |     |     |     |
| podebljan rezultat - utakmice od 1. do 13. kola (1. utakmica između klubova) rezultat normalne debljine - utakmice od 14. do 26. kola (2. utakmica između klubova) rezultat nakošen - nije vidljiv redoslijed odigravanja međusobnih utakmica iz dostupnih izvora rezultat smanjen * - iz dostupnih izvora nije uočljiv domaćin susreta prekrižen rezultat - poništena ili brisana utakmica p - utakmica prekinuta 3:0 p.f. / 0:3 p.f. - rezultat 3:0 bez borbe n.i. - nije igrano |                           |      |       |     |     |     |     |     |     |     |     |     |     |     |     |

 Izvori: 

## Vanjske poveznice
- nsbbz.hr, Nogometni savez Bjelovarsko-bilogorske županije